# Arthur Ayrault
Arthur Ayrault (eigentlich Arthur DeLancey Ayrault junior, genannt „Dan Ayrault“, * 21. Januar 1935 in Long Beach, Kalifornien; † 24. Februar 1990 in Seattle, Washington) war ein amerikanischer Ruderer und zweifacher Olympiasieger.
Er machte seinen Universitätsabschluss 1956 an der Stanford University, wo er auch mit dem Rudern begann. Zusammen mit Conn Findlay von der University of California, Berkeley und mit Steuermann Kurt Seiffert nahm er an den Olympischen Sommerspielen 1956 in Melbourne teil und gewann die Goldmedaille. Zwei Jahre später gewann er als Mitglied des Washington AC die nationale Meisterschaft im Zweier.
Bei den Olympischen Sommerspielen in Rom gewann er als Mitglied des Lake Washington RC im Vierer ohne Steuermann seine zweite Goldmedaille. 
Ayrault erhielt später an der Harvard University ein Master in Bildung und begann an der Lakeside School in Seattle zu unterrichten. 1969 wurde er dort Rektor, eine Stelle, die er bis zu seinem Tod 1990 innehatte. 